# چهارراه (فیلم ۲۰۰۲)
چهارراه (انگلیسی: Crossroads) فیلمی در ژانر کمدی-درام به کارگردانی تامرا دیویس است که در سال ۲۰۰۲ منتشر شد.

## بازیگران
- بریتنی اسپیرز
- زویی سالدانا
- تارین منینگ
- انسون مونت
- دن اکروید
- کیم کاترال
- جاستین لانگ
- جیمی لین اسپیرز
- بورلی جانسون
- کاترین بوچر
- دیو آلن